# Nico Varela
César Nicolás Varela Batista, meglio noto come Nico Varela (Montevideo, 19 gennaio 1991), è un calciatore uruguaiano, centrocampista dell'Alcantarilla.